# 有閑俱樂部
《有閑俱樂部》（有閑倶楽部）是漫畫家一条由香莉的日本少女漫畫。1981年一開始先在集英社的《Ribon》連載，後來以不定期的方式又在集英社的其它雜誌《Margaret》或《Chorus》持續連載。單行本共19冊。1986年（昭和61年）獲得第10回講談社漫畫獎少女部門獎。
媒介方面，起先被改編過2卷OVA動畫，1991年至1992年發行。此作也被曾經兩次被改編成電視劇，一次是在1986年於富士電視台播出單集特別節目，另一次是在2007年10月16日至同年12月18日的日本時間每週二晚上十時，於日本電視台播放。

## 動畫版
1991年發行OVA第1卷《狗貓完整HOW麻吉（日语：犬猫まるごとHOWマッチ）》，1992年發行第2卷《來自香港的愛（日语：香港より愛をこめて）》。

### 配音員
主要角色
- 劍菱悠理 - 勝生真沙子
- 菊正宗清四郎 - 辻谷耕史
- 白鹿野梨子 - 日高範子
- 松竹梅魅錄 - 關俊彥
- 黄櫻可憐 - 富永美衣奈
- 美童·葛蘭馬尼耶 - 子安武人
- 松竹梅時宗 - 大林隆介
- 劍菱萬作 - 吉村傭
- 劍菱百合子 - 橫尾麻里
- 雲海和尚 - 宮內幸平
- 劍菱豐作 - 難波圭一
- 理事長 - 高島雅羅
- 五代 - 丸山詠二
- 男山 - 鹽屋浩三
- 犯人 - 菅原正志
- 美人教官 - 速水圭
- 生活指導顧問 - 紗百合

第2卷出場角色的配音員
- 永井一郎
- 緒方賢一
- 土師孝也
- 豐島雅美
- 三井善忠
- 真砂勝美（日语：真砂勝美）
- 加藤雅也（日语：加藤雅也）

### 製作人員
- 原作 - 一條由香莉
- 導演 - 四分一節子
- 演出 - 前島健一、棚橋一德、冨永恒雄（日语：冨永恒雄）
- 編劇 - 近藤真智子
- 人物設定、作畫監督 - 小林ゆかり
- 美術監督 - 谷村心一
- 色彩設定 - 小松原智子
- 攝影監督 - 小澤次雄、岡崎英夫
- 音響監督 - 宇井孝司
- 製作人 - 出崎哲
- 動畫製作 - Magic Bus
- 製作 - 集英社

## 電視劇（日本電視台版）

### 主要演員
- 松竹梅魅錄：赤西仁
- 菊正宗清四郎：橫山裕（關西傑尼斯8）
- 美童·グランマリエ：田口淳之介
- 劍菱悠里：美波
- 白鹿野梨子：香椎由宇
- 黄櫻可憐：鈴木惠美
- 松竹梅時宗：鹿賀丈史
- 劍菱萬作：片岡鶴太郎
- 村上教頭：半海一晃
- 藏田校長：長谷川初範
- 相馬刑事：おかやまはじめ
- 鹿取刑事：住田隆
- 五代：久保晶
- 浦霞：山田親太朗
- 旁白：川平慈英（特別出演）

### 客串
第1話 
- 椎名早希：岩田小百合
- 高清水龍男：萩原流行

第2話 
- 亮太：知念侑李（Hey! Say! JUMP）
- 太助：布施博

第3話 
- 吉乃川あゆみ：入山法子
- 玉司聖二：忍成修吾
- 白藤吾郎：黑澤年雄
- 神龜圭介：正名僕藏

第4話 
- 櫻川きぬ：吉行和子

第5話 
- 白鹿野梨子（幼年）：松田七星
- 菊正宗和子：中田有紀
- 雲海和尚：泉谷茂

第6話 
- 刈穂裕也：小山慶一郎（NEWS）
- 金剛：橋本さとし
- サブロー：脇知弘
- 白鹿清州：篠井英介

第7話 
- 中東王子（カサル）：賀軍翔

第8話
- 松竹梅千秋：秋吉久美子
- ケイコ：鶴見辰吾

第9話
- 飛良泉龍一郎：細山貴嶺
- 緑川茂：山崎一

最終話 
- 出羽桜金造：前田吟
- 高千穂哲郎：中丸新将
- 鮫島組頭頭：デビット伊東

### 製作人員
- 編劇：江頭美智留、山浦雅大、篠崎繪里子
- 音樂：山下康介
- 監製：荻野哲弘（日本電視台）、國本雅廣（K Factory）
- 導演：大谷太郎、池田健司、高橋秀明
- 技術協助：NiTRo、日テレアート
- 製作協助：K Factory
- 製作著作：日本電視台

### 收視率
| 各話                                      | 放送日         | 副題                            | 原作                         | 收視率 |
| ----------------------------------------- | -------------- | ------------------------------- | ---------------------------- | ------ |
| 第1話                                     | 2007年10月16日 | いよいよ参上!ダンス（秘）大作戦 | PART3                        | 15.9%  |
| 第2話                                     | 2007年10月23日 | VS警察!誘拐作戦                 | PART4 池のコイ誘かい事件の巻 | 13.7%  |
| 第3話                                     | 2007年10月30日 | 花嫁救出（秘）女装作戦！        | ウェディングエクスプレス     | 12.8%  |
| 第4話                                     | 2007年11月6日  | 出た！幽霊                      | 愛すればこその巻             | 12.3%  |
| 第5話                                     | 2007年11月13日 | 崩壊の危機                      | 剣菱家の事情の巻             | 13.0%  |
| 第6話                                     | 2007年11月20日 | 男嫌いの恋                      | 白鹿野梨子にささげる愛の巻   | 12.1%  |
| 第7話                                     | 2007年11月27日 | 極上玉の輿                      | PART13                       | 10.3%  |
| 第8話                                     | 2007年12月4日  | 花束爆弾!?                      | 君に愛の花束をの巻           | 11.1%  |
| 第9話                                     | 2007年12月11日 | VS裏口入学                      | PART14                       | 12.4%  |
| 最終話                                    | 2007年12月18日 | 魅録の涙…生きるも死ぬも一緒     | 狙われた学園の巻             | 12.7%  |
| 平均收視率12.63% 收視率是以關東地區而準。 |                |                                 |                              |        |

### 主題曲、插曲
- 主題曲：KAT-TUN「Keep the faith」

### 電視節目的變遷
| 日本電視台 日本電視台週二連續劇 | 日本電視台 日本電視台週二連續劇        | 日本電視台 日本電視台週二連續劇 |
| ------------------------------- | -------------------------------------- | ------------------------------- |
|                                 | 有閑俱樂部 （2007.10.16 - 2007.12.18） |                                 |
| （2007.7.3 - 2007.9.11）        | 貧窮男子 （2008.1.15 - 2008.3.11）     |                                 |

| JET日本台 超人氣偶像劇 週一至週五 晚間22:00至23:00 | JET日本台 超人氣偶像劇 週一至週五 晚間22:00至23:00 | JET日本台 超人氣偶像劇 週一至週五 晚間22:00至23:00 |
| -------------------------------------------------- | -------------------------------------------------- | -------------------------------------------------- |
|                                                    | 有閑俱樂部 （2008.7.11 - 2008.7.24）               |                                                    |
| 新娘與爸爸 （2008.6.25 - 2008.7.10）               | 偵探學園Q （2008.7.25 - 2008.8.8）                 |                                                    |

## 外部連結
- 有閑俱樂部（漫畫）公式官網 （日語）
- 有閑俱樂部｜日本電視台官方網站 （页面存档备份，存于） （日語）